# نیروگاه هسته‌ای بارسباک
نیروگاه هسته‌ای بارسباک (به سوئدی: Barsebäcks kärnkraftverk) یک نیروگاه هسته‌ای در سوئد است که در بخش شولینیه واقع شده‌است.